# Melolontha guttigera
Melolontha guttigera – gatunek chrząszcza z rodziny poświętnikowatych, podrodziny chrabąszczowatych i plemienia Melolonthini.

## Taksonomia
Gatunek ten został opisany w 1875 przez Davida Sharpa.

## Opis
Ciało samca długości od 24,7 do 24,9 mm, a samicy od 25,3 do 28,3 mm. Głowa, przedplecze, tarczka, spód ciała i odnóża rudobrązowe, zaś pokrywy oliwkowozielone. Na głowie i przedpleczu obecny słaby zielonomiedziany metaliczny połysk. Na powierzchni nadustka krótkie szczecinki. Boki oczu silnie oszczecinione. Czoło słabo wypukłe pośrodku. Dysk przedplecza gęsto punktowany, a żółtawobiałe szczecinki po bokach jego linii środkowej tworzą słabo zaznaczone plamienie. Kostalne międzyrzędy pokryw z drobnymi szczecinkami. Słabo rozwinięty processus mesometasternalis wyrasta nieco przed środkową parą bioder i sięga do tylnej krawędzi przednich. Golenie przednich odnóży trójzębne. Na powierzchni sternitów odwłoka występują wąskie, łuseczkowate, białawobrązowe szczecinki, brak natomiast plamek bocznych.

## Rozprzestrzenienie
Chrabąszcz orientalny, endemiczny dla subkontynentu indyjskiego, znany z indyjskich stanów Sikkim, Bengal Zachodni i Arunachal Pradesh oraz wschodniego Nepalu.